# Ayanna Pressley
Ayanna Soyini Pressley (Chicago, 3 febbraio 1974) è una politica statunitense, membro della Camera dei Rappresentanti per lo stato del Massachusetts dal 2019.

## Biografia
Nata a Chicago, la Pressley crebbe in un contesto familiare precario: il padre Martin ebbe problemi di tossicodipendenza e fu incarcerato diverse volte prima di disintossicarsi e divenire insegnante al college; la madre Sandra svolse diversi lavori per mantenere la famiglia e si occupò anche di servizi per la comunità. Il matrimonio terminò con un divorzio, Sandra Pressley si trasferì a Brooklyn e si risposò, morendo di leucemia svariati anni dopo.
Ayanna Pressley frequentò il college dell'Università di Boston ma non conseguì mai il diploma, lasciando gli studi per lavorare in un hotel di Boston. Nel frattempo lavorò come collaboratrice del deputato Joseph Patrick Kennedy II e del senatore John Kerry.
Entrata in politica con il Partito Democratico, nel 2009 divenne la prima donna di colore eletta all'interno del consiglio comunale di Boston. Fu riconfermata dai cittadini per altri quattro mandati. Durante questo periodo, la Pressley raccontò di essere stata vittima di molestie sessuali sia da bambina sia durante il college e divenne presidente di una commissione a tutela delle donne.
Nel 2018 si candidò alla Camera dei Rappresentanti sfidando nelle primarie democratiche il deputato in carica da vent'anni Mike Capuano, in un distretto estremamente favorevole ai democratici, nel quale nessun repubblicano si era candidato. La campagna elettorale fu molto combattuta e la candidatura della Pressley fu accostata dai media a quella di Alexandria Ocasio-Cortez. Al termine della sfida, nonostante i sondaggi dessero in testa Capuano, la Pressley riuscì a sconfiggerlo con un margine di quasi diciotto punti percentuali, conquistando una vittoria inaspettata.
A novembre, essendo candidata senza opposizione repubblicana, venne dichiarata vincitrice e divenne così la prima donna afroamericana ad essere eletta deputata per lo stato del Massachusetts, nonché la prima donna di colore eletta deputata in tutta la Nuova Inghilterra insieme a Jahana Hayes del Connecticut.